# Mårsø Station
Mårsø Station er en jernbanestation på Odsherredsbanen, der i dag udelukkende anvendes som togfølgestation uden passager- eller godstrafik. Stationen har tre spor, hvor de to nordligste anvendes som krydsningsspor på den ellers 1-sporede strækning.
Stationens tredje spor har udelukkende indkørsel fra Holbæk-siden og blev i 1930'erne anvendt til at omlaste mergel fra lejet i Hanerup. Godset blev transporteret til Mårsø ad smalspor og blev her omlastet til godsvogne, der så kunne sendes ud længere nordpå med Odsherredsbanens egne godsvogne.
Mårsø
| Foregående station           |  | Regionstog                               |  | Efterfølgende station |
| ---------------------------- |  | ---------------------------------------- |  | --------------------- |
| Allerupmod Nykøbing Sjælland |  | Lokaltog 510R Nykøbing Sjælland - Holbæk |  | Ny Hagestedmod Holbæk |

|  | Denne artikel om stationen Mårsø Station kan blive bedre, hvis der indsættes et (bedre) billede. Du kan hjælpe ved at afsøge Wikimedia Commons for et passende billede eller uploade et godt billede til Wikimedia Commons iht. de tilladte licenser og indsætte det i artiklen. |